# Andkhoy
Andkhoy är en distriktshuvudort i Afghanistan. Den ligger i distriktet Andkhoy och provinsen Faryab, i den norra delen av landet, 400 km nordväst om huvudstaden Kabul. Norra gränsen är landgränsen till Turkmenistan. Andkhoy ligger 306 meter över havet och antalet invånare är 29 208.
Terrängen runt Andkhoy är platt, och sluttar norrut. Det finns inga andra samhällen i närheten.
Nuvarande stad ligger nära de omfattande ruinerna av sin föregångare. Staden är ett marknadscentrum, särskilt för turkmenska mattor, karakulskinn, ull och hudar och ett mindre centrum för vävning av silke.